# Spodiopogon yuexiensis
Spodiopogon yuexiensis là một loài thực vật có hoa trong họ Hòa thảo. Loài này được S.L.Zhong miêu tả khoa học đầu tiên năm 1982.